# Ruschiella
Ruschiella (лат.) — род суккулентных растений семейства Аизовые (Aizoaceae), подсемейства Ruschioideae, произрастающий на территории Капской провинции Южно-Африканской Республики.

## Таксономия

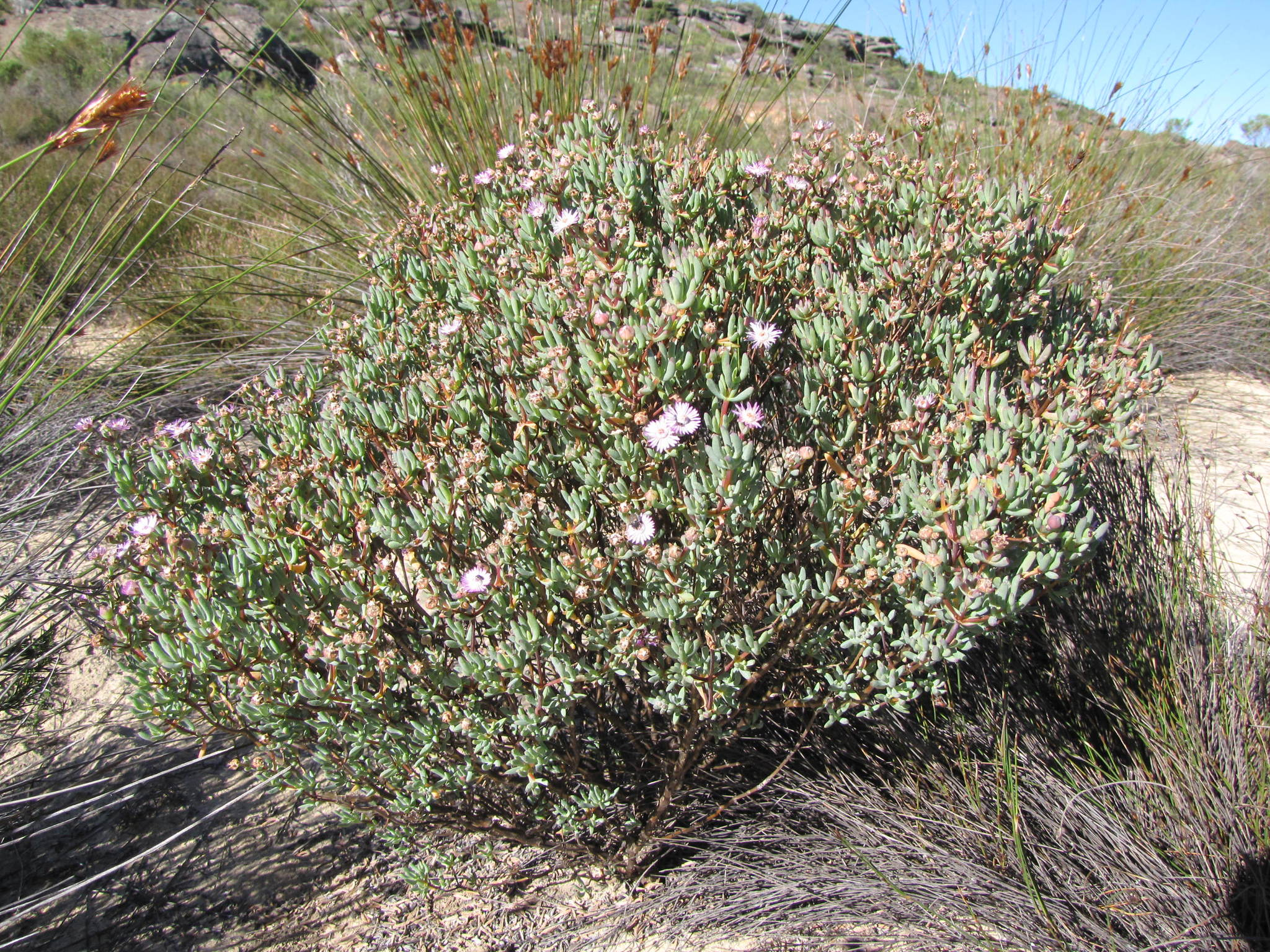
Ruschiella lunulata

В ходе обширных морфологических и молекулярных исследований рода Lampranthus и его близких родственников был выделен новый род Ruschiella, объединяющий небольшую группу аномальных видов.
Ruschiella Klak, первое упоминание в Bradleya 23: 100. (2005).

### Виды
Согласно данным сайта WFO Plantlist на июнь 2023 года, род состоит из 4 видов:
- Ruschiella argentea (L.Bolus) Klak typus
- Ruschiella cedrimontana Klak
- Ruschiella henricii (L.Bolus) Klak
- Ruschiella lunulata (A.Berger) Klak